# Jongeman en koppelaarster
Jongeman en koppelaarster (Frans: Jeune homme et entremetteuse) is een schilderij toegeschreven aan Michiel Sweerts, door sommigen gedateerd omstreeks 1652-1654, door anderen omstreeks 1658-1659. Het kleine werkje op koper werd in 1967 aangekocht door het Louvre, maar is geen deel van de vaste opstelling.

## Voorstelling
Het werk toont een oude vrouw en een knappe jongeman. De vrouw is afgebeeld in profiel met scherp afgetekende contouren: de uitstekende kin, de ingevallen mond, de hoekige neus. Ze heeft grijs haar en rimpels op het voorhoofd. Haar blik is strak op de jongeman gericht en haar hand ligt op zijn schouder, wat de compositie spanning verleent. De man kijkt uit zijn ooghoeken en enigszins op zijn hoede terug.

## Thema
Het werk sluit aan bij het thema van de koppelarij, dat populair was in 17e-eeuwse genrestukken uit de Nederlanden, doorgaans met een moraliserende of satirische lading. Simon Schama ziet in de oude vrouw zelfs een roofdier dat met begerige kraalogen haar prooi aankijkt ("beady-eyed predation"). Dean Flower acht Sweerts te subversief om voluit in dergelijke conventies mee te gaan en hij betwijfelt of de vrouw überhaupt een koppelaarster is. De hand kan voor hem evengoed een moederlijk, liefhebbend gebaar zijn.
Los van de interpretatie mag worden aangenomen dat Sweerts zich in dit werk verhield tot de aanbeveling van Leonardo da Vinci om het contrast tussen jong en oud uit te spelen. Diens Trattato della pittura was in 1651 in druk verschenen en werd enthousiast besproken door de academische kunstenaars in Rome, onder wie Sweerts een vooraanstaande plaats had.

## Voetnoten
1. ↑  Dean Flower, "The Mastery of Michael Sweerts, 1618-1664" in: The Hudson Review, 2003, nr. 1, p. 181. DOI:10.2307/3852934
2. ↑  Lara Yeager-Crasselt, "A Sympathetic Age: Michael Sweerts's Head of a Woman" in: Inspired. Essays in Honor of Susan Kuretsky, eds. Elizabeth Nogrady, Joanna Sheers Seidenstein en Mia Mochizuki, 2018, p. 85